# J-CPAC
J-CPAC（Japanese Conservative Political Action Conference、日本保守政治行動会議）は、経済、政治、安全保障、その他の分野において保守主義・自由主義への理解を深め、各界のリーダーが連携することによりアジア・太平洋地域の平和と繁栄を図るために行われる国際会議。関連のイベントに米国共和党の最大の支持母体「アメリカ保守連合」（en:American Conservative Union、ACU）による政治イベント「保守政治活動協議会」（Conservative Political Action Conference、CPAC）があり、J-CPACは同イベントのアジア版として開催されるACU公認のイベントである。2017年に東京で第1回会議が行われ、以後連続して開催されている。

## 運営組織
J-CPAC実行委員会によって運営され、運営メンバーはAmerican Conservative Union（ACU）を中心とする米国側と日本保守連合（Japan Conservative Union、JCU）を中心とする日本側、またアジア太平洋地域の保守の連帯を目指すAsia Pacific Conservative Union（APCU、アジア太平洋保守連合）等の有志連合によって構成されている。
将来的にアジア・太平洋地域に活動を拡大させる方針を表明しており、2018年5月には韓国においてKorean Conservative Union（KCU）が設立された。さらに2019年にはCPAC Australiaの運営団体としてLibertyWorksが設立された。

## 沿革
実行委員会のメンバーであるあえば直道（幸福実現党初代党首）は共和党全米委員会アジア担当顧問（当時）を自称しており、ワシントン滞在中、アル・カルデナス（Al Cárdenas）前ACU議長より日本でも草の根保守主義を広げる活動をしてはどうかとの提案を受けた。
これを受け、2015年に一般社団法人JCUを設立。2017年12月に1回目となるJ-CPAC2017が開催され、「自由と法の支配」「安全保障とテクノロジー」「核武装「議論」の是非を議論する」「日米仮想通貨サミット」「太平洋・インド洋」などのセッションを設け議論が行われた。ホワイトハウスで主席戦略官を解任されたばかりのスティーブン・バノンが来場するということもあり、当日の模様は多くのメディアによって報道された。特に安全保障セッションでの核武装に関する議論はビートたけしのTVタックルの特集の中で一部取り上げられた。
2018年には第2回目となるJ-CPAC2018が開催された。第2回目となるJ-CPACでは、作家の小川榮太郎をエグゼクティブプロデューサーに迎え、「アメリカ中間選挙総括」「トランプイズム‐大規模減税と規制緩和‐」「SDGs（持続可能な開発目標）」「マスコミ・メディア論」「朝鮮半島に対する大国の影響力‐東アジアの危機‐」「ブロックチェーンが導く、新しい通貨と民主主義」「21世紀の貿易戦争‐米国、中国そして日本」「How to 核武装」「選挙対策」「拉致問題」など多岐にわたり議論が行われた 。トランプ政権の上級閣僚であるミック・マルバニーの初来日は産経新聞が取り上げた。
2019年には第3回目となるJ-CPAC2019が開催され、「ロシアゲートと日米メディアを問う」「9条改正後の日本と世界」「農業対決！日本のマーケットはいまだに閉鎖的なのか」「メディア・アカデミズム論　自由社会を守れるか」「失われる韓国」「東アジアの砦-台湾（日米台）セッション-」「祝祭資本主義とサステナビリティ‐2020年オリンピック・パラリンピックに向けて-」「消費増税とあるべき税制」「在中邦人企業が制裁される日‐ECRAと米中貿易戦争‐」「産業空洞化」「暗号資産と保守運動の未来予測‐」「香港の自由のために」「アジア太平洋地域における保守派の連帯：現状と課題（APCUセッション）」など国内外のトピックを幅広く扱った。
後述の通り、今回は初めてアメリカより連邦議員がセッションに参加するなど規模を拡大しての開催となった。また、出国直前、当局に拘束され来日はかなわなかった香港民族党の陳浩天（アンディ・チャン）がビデオメッセージを送るなど混乱する香港の模様を取り上げ、産経新聞から注目された中での開催となった。
2020年の第4回は、コロナ禍のためオンラインで開催。日米同盟の強化、保守主義の意味、そして自由世界の擁護をテーマに、2020年の米国選挙、インド太平洋の安定、米中対立の最先端にある知的財産の問題、文化と美徳、エネルギー地政学のセッションを開催。参議院議員松川るい、参議院議員青山繁晴、衆議院議員中谷元らが参加。アメリカからはテッド・クルーズ上院議員、マイク・リー上院議員、ダン・ブルイエット・エネルギー省長官、アンドリュー・ウィーラー環境保護庁長官、アンドレイ・イアンク特許商標庁長官等が参加した。
2021年に開かれた第5回は、第4回に続きオンラインで開催した。「習近平のギャンブルを許すな」というテーマで安全保障と対中政策を中心に議論。キャンセルカルチャー、基幹技術投資と技術覇権競争、民主主義とブロックチェーン、中国の人権侵害などをテーマに討論を行った。アメリカからドナルド・トランプ前大統領、マイク・ポンペイオ元国務長官が会場にビデオメッセージを寄せ、リモートでウィリアム・F・ハガティ上院議員（元駐日大使）、テッド・クルーズ上院議員、ジム・ジョーダン下院議員、マック・ワーナー・ウェストバージニア州州務長官が参加、日本からは衆議院議員松原仁、衆議院議員宮路拓馬（内閣府大臣政務官）、元衆議院議員長尾敬、茂木誠（作家）が出席した。
第7回は、2023年12月2日に開催。2024年アメリカ大統領選、世界を覆う医療の闇、家族の価値とジェンダー論の影響、日本と東アジアの安全保障、イスラエルとハマースの戦争などについて議論。「世界を覆う医療の闇」と題して、コロナウィルス・マスク着用・PCR検査・ワクチン接種・副反応など、WHOのパンデミック条約や国際保健規則の危険性についてディスカッションした。安全保障のセッションは中国共産党による覇権主義や台湾侵攻が本格化する可能性について議論した。日本からは参議院議員神谷宗幣（参政党党首）、衆議院議員玉木雄一郎（国民民主党代表）、衆議院議員青柳仁士、衆議院議員原口一博、中澤弘幸（煎茶道黄檗売茶流先代家元）、河添恵子（ジャーナリスト）等が参加した。

## 参加者
第1回の開催以来、国内外から数多くの公人（政府高官、国会議員）、経済人、学者・有識者、保守活動家等が登壇している。（順不同）

### 第1回
- マット・シュラップ（Matt Schlapp）：ACU議長
- スティーブン・バノン：元ホワイトハウス上級顧問兼首席戦略官[10]
- ロバート・D・エルドリッヂ：元在沖縄アメリカ海兵隊政務外交部次長
- プラディープ・クマール・シン：退役インド陸軍大将　元陸軍南西コマンド最高司令官
- 百田尚樹：作家
- 田母神俊雄：第29代航空幕僚長
- 金美齢：評論家
- 佐藤正久：参議院議員
- 藤井厳喜：国際政治学者
- 落合陽一：筑波大学准教授兼学長補佐
- 斉藤賢爾：慶應義塾大学SFC研究所上席所員
- 野口悠紀雄：一橋大学名誉教授

等

### 第2回
- マット・シュラップ：ACU議長
- ダン・シュナイダー：ACU事務局長
- ミック・マルバニー：アメリカ合衆国行政予算管理局長
- エドモンド・モイ（Edmund C. Moy）：元アメリカ合衆国造幣局長
- キム・ソンドン：自由韓国党所属国会議員
- ジャヤデヴァ・レナード：インド国家安全保障諮問委員会委員
- サム・田渕：国連欧州経済委員会常務理事
- 青山繁晴：参議院議員
- 有元隆志：産経新聞社『正論』発行人兼「正論調査室」室長
- 田村秀男：産経新聞論説委員
- 小川榮太郎：文芸評論家（兼・エグゼクティブプロデューサー）
- 甘利明：衆議院議員・自由民主党選挙対策委員長
- 松川るい：参議院議員
- 稲田朋美：衆議院議員・元防衛大臣
- 村田晃嗣：国際政治学者・元同志社大学学長
- 藤井厳喜：国際政治学者
- 松田元：実業家
- 織田邦男：評論家
- 杜進：拓殖大学教授

等

### 第3回
- マット・シュラップ：ACU議長
- ダン・シュナイダー：ACU事務局長
- ブルース・ウェスターマン：アメリカ連邦下院議員
- ポール・ゴーサー：アメリカ連邦下院議員
- エドモンド・モイ：元アメリカ合衆国造幣局長
- サラ・カーター：FOXニュースキャスター
- ゴードン・チャン（Gordon G. Chang）：アメリカ保守連合財団フェロー
- ジャヤデヴァ・レナード：インド国家安全保障諮問委員会委員
- 有元隆志：産経新聞社『正論』発行人兼「正論調査室」室長
- 田村秀男：産経新聞論説委員
- 小川榮太郎：文藝評論家・（一社）日本平和学研究所代表理事
- 甘利明：衆議院議員・自由民主党税制調査会会長
- 平沢勝栄：衆議院議員
- 松原仁：衆議院議員
- 牧島かれん：衆議院議員
- 吉川赳：衆議院議員
- 金田秀昭：日本国際問題研究所客員研究員　元・海将
- 藤井厳喜：国際政治学者
- 松田元：実業家
- 中村宇利：クリプトキャッシュ創始者
- 飯田浩司：ニッポン放送アナウンサー

等

### 第7回（CPAC JAPAN 2023）
- マット・シュラップ：ACU議長
- イシュトヴァン・コバチ：CPACハンガリー・基本権センター戦略理事
- ゴードン・チャン（Gordon G. Chang）：アメリカ保守連合財団フェロー
- ロバート・W・マローン : ウイルス学者、免疫学者
- メルセデス・シュラップ：元・トランプ大統領補佐官兼戦略コミュニケーション上級顧問
- ジャック・ポソビエク（en:Jack Posobiec）：アメリカのオルタナ右翼政治活動家、テレビ特派員、司会者、陰謀論者、元アメリカ海軍 情報将校
- ミクローシュ・サントー：弁護士、政治アナリスト
- ゴードン・G・チャン：「やがて中国の崩壊がはじまる」などの著者
- 原口一博：衆議院議員
- 玉木雄一郎：衆議院議員（国民民主党代表）
- 田母神俊雄：元・航空幕僚長
- 神谷宗幣：参議院議員（参政党代表）
- 青柳仁士：衆議院議員（日本維新の会国際局長）
- 山岡鉄秀：ジャーナリスト
- 長尾敬：元衆議院議員（自由民主党所属）
- あえば浩明：幸福実現党初代党首
- 仲村覚：一般社団法人日本沖縄政策研究フォーラム　理事長
- 飯田浩司：ニッポン放送アナウンサー

等

### 第8回（CPAC JAPAN 2024）
- ビル・ハガティ：連邦上院議員
- テッド・クルーズ：連邦上院議員
- リチャード・グレネル：前国家情報長官代行
- スコット・キーフ：教授（ジョージ・ワシントン大学）
- ケネス・ギルフォイル：在日共和党員会会長
- タミー・マカッチェン：元米国労働省賃金時間管理局長
- ジョセフ・ハミール：SFSセンター常任理事、ヘリテージ財団客員研究員
- ジャック・カラヴリチノス：米国保健福祉省（HHS）元政府間・対外関係担当局長
- チェㆍヨンジェ：韓国総合日刊紙 アジアトゥデイ編集局長
- チェㆍウォンモク：CPAC KOREA 共同議長（Professor,KCPAC Co-Chair）、梨花女子大ロースクール教授
- パク・テウ：韓国自由総連盟（KFF：Korea Freedom Federation）ILU(自由統一研究院院長)
- 林千勝：近現代史研究家
- 山上信吾：元外交官、駐オーストラリア特命全権大使
- 前田日明:格闘技プロモーター、元プロレスラー
- 三橋貴明:経世論研究所 代表
- 玉木雄一郎：衆議院議員・国民民主党代表
- 青柳仁士：衆議院議員・日本維新の会国際局長
- 原口一博：衆議院議員
- 中澤弘幸：煎茶道黄檗売茶流先代家元
- 前田匡史：国際協力銀行取締役会長
- 河添恵子:ノンフィクション作家
- 山口敬之:ジャーナリスト
- 長尾敬:元衆議院議員
- 松田学:松田政策研究所代表、参政党前代表。
- 宇山卓栄：著作家
- 森友嵐士：ミュージシャン
- 茂木誠：予備校講師、歴史系YouTuber

等